# جيرالد جوردن
جيرالد جوردن (بالإنجليزية: Gerald Jordan)‏ هو شخصية أعمال أمريكي، ولد في 29 أبريل 1939.